# تاریخ آینده

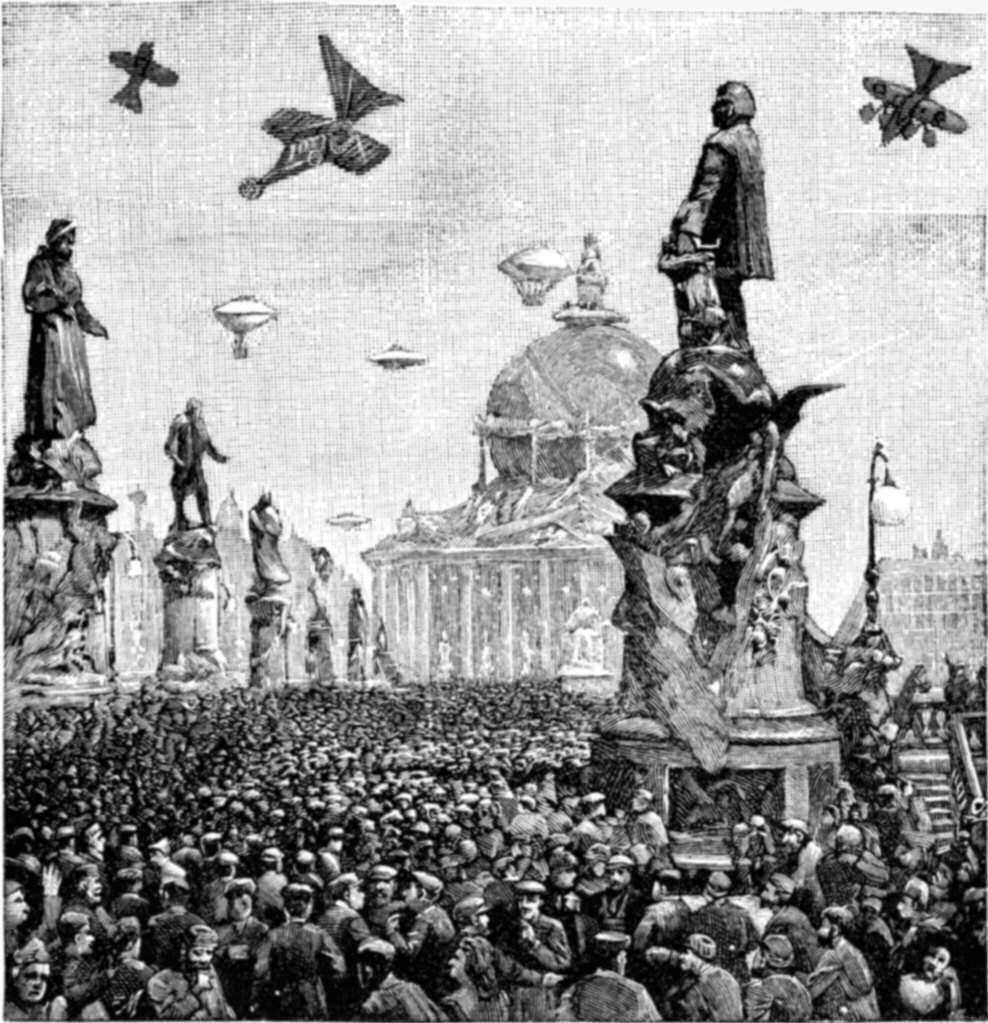
پاریس در آینده

تاریخ آینده (به انگلیسی:future history) یک تاریخ فرضی از آینده است و توسط نویسندگان داستان‌های علمی تخیلی و سایر داستان‌های تخیلی نظری و گمانه زنانه و برای ساختن یک پس زمینه مشترک برای داستان‌های تخیلی استفاده می‌شود. گاهی نویسنده جدول زمانی وقایع تاریخ را منتشر می‌کند، در حالی که گاهی خواننده می‌تواند ترتیب داستان‌ها را از اطلاعات ارائه شده در آن بازسازی کند.

## پس زمینه
به نظر می‌رسد این اصطلاح توسط جان دبلیو کمپبل جونیور ابداع شده باشد.  او سردبیر مجله Astounding Science Fiction بود و در شماره فوریه ۱۹۴۱ آن مجله، به سری داستان‌های «تاریخ آینده» رابرت آنسون هاینلین اشاره کرد. نیل آر. جونز به‌طور کلی به عنوان اولین نویسنده ای شناخته می‌شود که از مفهوم «تاریخ آینده» در ادبیات استفاده کرده.
مجموعه‌ای از داستان‌هایی که پس‌زمینه مشترکی دارند، اما واقعاً به دنباله‌ای از تاریخ در جهان خود نمی‌پردازند، به ندرت «تاریخ آینده» در نظر گرفته می‌شوند. برای مثال، نه سرگذشت‌نامه ورکوسیگان لوئیس مک مستر بوژولد و نه داستان‌های کوتاه دهه ۱۹۷۰ میلادی جورج آر آر مارتین که دارای پس‌زمینه هستند، عموماً تاریخ‌های آینده محسوب نمی‌شوند. داستان‌های مستقلی که قوس تاریخی را دنبال می‌کنند به ندرت تاریخ آینده در نظر گرفته می‌شوند.
پیش از این، آثاری منتشر شده بود که «تاریخ آینده» را به معنای واقعی‌تر تشکیل می‌دادند - یعنی داستان‌ها یا کتاب‌های کاملی که ادعا می‌کردند گزیده‌ای از یک کتاب تاریخی از آینده هستند و در قالب یک کتاب تاریخی نوشته شده‌اند. در این گونه کتاب‌ها هیچ پروتاگونیست شخصی وجود ندارد، بلکه اینگونه کتاب‌ها توسعه ملل و جوامع را در طول دهه‌ها و قرن‌ها توصیف می‌کند.
نمونه این آثار عبارتند از:
- «The Unparalleled Invasion» اثر جک لندن (۱۹۱۴) که جنگ ویرانگر بین اتحاد کشورهای غربی و چین در سال ۱۹۷۵ میلادی را توصیف می‌کند که با نسل‌کشی کامل چینی‌ها پایان می‌یابد. در پاورقی کوتاهی به عنوان «گزیده‌ای از «مقالات خاصی در تاریخ» والت مروین " توضیحی از آن آمده‌است.
- جنگ علیه ماه (۱۹۲۸) اثر آندره موروا، که در آن گروهی از توطئه‌گران خوش‌نیت قصد دارند با متحد کردن بشریت در نفرت از یک دشمن ساختگی و خیالی در ماه، از یک جنگ جهانی ویرانگر جلوگیری کنند ولی در ادامه متوجه می‌شوند که ماه واقعاً دارای ساکنینی است و آنها ناخواسته اولین جنگ بین سیاره ای را به راه انداخته بود. این اثر نیز به صراحت به عنوان گزیده‌ای از کتاب تاریخ آینده توصیف شده‌است.
- جاه طلب‌ترین اثر تاریخ آینده اثر «The Shape of Things to Come»، نوشته شده اچ جی ولز در ۱۹۳۳ میلادی است. این اثر در قالب یک کتاب تاریخی که در سال ۲۱۰۶ منتشر شده و - به شیوه یک کتاب تاریخ واقعی - حاوی پاورقی‌ها و ارجاعات متعدد به آثار برجسته (عمدتا ساختگی و داستانی) از مورخان برجسته قرن ۲۰ و ۲۱ میلادی است.

## لیستی از اثرات «تاریخ آینده» قابل توجه
- پول اندرسون دو تاریخ آینده: The Psychotechnic League و بعد از آن پول اندرسون (ببینید Nicholas van Rijn, Dominic Flandry)
- آیزاک آسیموف بنیاد, Galactic Empire و مجموعه ربات
- استیون بکستر دو تاریخ آینده: Xeelee Sequence, 1991–2018, و مجموعه داستان‌های کوتاه Evolution
- جیمز بلیش Cities in Flight
- الن دین فاستر رمان‌های Humanx Commonwealth
- فرانک هربرت تلماسه
- Steve Jackson Games role-playing game Transhuman Space
- Neil R. Jones داستان‌های پروفسور جیمسون (۱۹۳۱–۱۹۸۹)
- Andrey Livadny داستان‌های The History of the Galaxy
- لوییس لوری چهاربخشی بخشنده
- Paul J. McAuley مجموعه Four Hundred Billion Stars (1988)
- لری نیون Known Space
- H. Beam Piper تاریخ آینده ترو-انسان
- Alastair Reynolds' Revelation Space universe
- کلیفورد سیماک داستان‌های City
- Cordwainer Smith داستان‌های Instrumentality of Mankind
- اولاف استپلدون Last and First Men و Star Maker
- بوریس و آرکادی استروگاتسکی داستان‌های Noon Universe
- Scott Westerfeld داستان‌های Uglies
- John Wyndham داستان‌های The Outward Urge
- 2000 AD' Judge Dredd world

## تفاوت با «تاریخ جایگزین»
برخلاف تاریخ جایگزین، که در آن نتایج جایگزین به رویدادهای گذشته نسبت داده می‌شود، تاریخ آینده نتایج خاصی را برای رویدادهای حال و آینده نویسنده فرض می‌کند.
تفاوت اساسی این است که نویسنده تاریخ جایگزین از نتیجه واقعی یک رویداد خاص آگاهی دارد و این دانش بر توصیف نتیجه جایگزین رویداد روایت شده نیز تأثیر می‌گذارد. نویسنده تاریخ آینده چنین دانشی ندارد، چنین آثاری بر اساس گمانه زنی‌ها و پیش‌بینی‌های جاری در زمان نگارش است.

## تبدیل آینده به گذشته
آینده پیش‌بینی شده در «تاریخ آینده» اغلب می‌تواند به شدت نادرست باشد.
به عنوان مثال، در سال ۱۹۳۳ میلادی اچ‌جی ولز در کتاب «The Shape of Things to Comeo Come»، جنگ جهانی دوم را فرض کرد که در آن آلمان نازی و لهستان از نظر نظامی به‌طور مساوی با یکدیگر برابری می‌کنند، و در طول ده سال درگیر جنگی بی‌نتیجه هستند. و در اوایل دهه ۱۹۵۰ میلادی کتاب «Psychotechnic League» پول اندرسون، جهانی را به تصویر می‌کشد که در سال ۱۹۵۸ میلادی در حال جنگ هسته‌ای ویرانگر است، اما در اوایل قرن بیست و یکم، بشریت نه تنها موفق به بازسازی ویرانه‌های روی زمین می‌شود، بلکه درگیر استعمار گسترده فضایی ماه و چندین سیاره است. نویسنده ای که از فروپاشی سریع واقعی لهستان در جنگ جهانی دوم و هزینه‌های واقعی هنگفت برنامه‌های فضایی بسیار کمتر جاه طلبانه در دنیایی به مراتب کمتر ویران شده آگاهی داشته باشد، بعید است چنین نتایجی را فرض کند. فیلم ۲۰۰۱: ادیسه فضایی در آینده تنظیم شد و تحولاتی را در سفر فضایی و سکونت نشان داد که در مقیاس زمانی فرض شده رخ نداده‌است.
مشکلی که با داستان علمی تخیلی «تاریخ آینده» وجود دارد این است که تاریخ و رویدادهای واقعی تاریخی بر آن غلبه خواهند کرد، به عنوان مثال تاریخ آینده H. Beam Piper، که شامل یک جنگ هسته ای در سال ۱۹۷۳ میلادی یا بسیاری از تاریخ آینده پیشتازان فضا. تاریخ آینده " CoDominium " جری پورنل چنین فرض می‌کرد که جنگ سرد با ایجاد یک حکومت مشترک بر جهان توسط ایالات متحده و اتحاد جماهیر شوروی به پایان می‌رسد که عنوان CoDominium تا قرن بیست و دوم ادامه خواهد داشت اما فروپاشی اتحاد جماهیر شوروی در سال ۱۹۹۱ میلادی رخ داد.
راه‌های مختلفی برای مقابله با این مشکل وجود دارد. یکی از راه‌حل‌های این مشکل زمانی است که برخی از نویسندگان داستان‌های خود را در آینده‌ای نامعلوم تنظیم می‌کنند، اغلب در جامعه‌ای که تقویم فعلی به دلیل فروپاشی اجتماعی مختل شده‌است یا به دلیل تأثیر فناوری دچار نوعی تحریف شده‌است. در رابطه با مورد اول، برخی از داستان‌ها در آینده‌ای بسیار دور اتفاق می‌افتند و فقط به تاریخ معاصر نویسنده می‌پردازند، البته اگر اصلاً به آن بپردازند (مثلاً سه‌گانه «original Foundation» اثر Asimov). مورد مرتبط دیگر جایی است که داستان‌ها در آینده‌ای نزدیک اتفاق می‌افتند، اما با گذشته‌ای کاملاً تاریخی، مانند سری «Engines of Light» کن مک‌لئود.
همانند Heinlein برخی از نویسندگان زیر ژانر تاریخ آینده به سادگی تاریخ آینده مفصلی را می‌نویسند و این واقعیت را می‌پذیرند که رویدادهای واقعی از رویدادهای فرضی آنان پیشی می‌گیرند و این حقیقت روایت آنان را به یک تاریخ جایگزین دفاکتو می‌کنند.
برخی از نویسندگان نیز ممکن است به‌طور رسمی و پس از تغییر رویدادهای واقعی از اثر «تاریخ آینده» خود به عنوان «تاریخ جایگزین» یاد کنند.